# وسام الصداقة بين الشعوب
وسام ترتيب الصداقة بين الشعوب (الروسية: Орден Дружбы народов) هو وسام كان يُمنح من قبل الاتحاد السوفياتي للأشخاص (بما في ذلك غير المواطنين)، والمنظمات، والمؤسسات، والوحدات العسكرية، لإنجازات في تعزيز الصداقة والتعاون بين الأعراق، من أجل التنمية الاقتصادية والسياسية والعلمية والعسكرية والثقافية للاتحاد السوفياتي.
أُحدث الوسام في 17 ديسمبر 1972، بمناسبة الذكرى الخمسين لتأسيس الاتحاد السوفيتي.
ألغي الوسام في ديسمبر 1991، وعُوّض في روسيا بوسام الصداقة الروسي.

## روابط خارجية
- Order of Friendship of Peoples at the Directory of the orders, medals and signs of the USSR. (بالروسية)